# Wodzisław (Święty Krzyż)
Wodzisław is een dorp in het Poolse woiwodschap Święty Krzyż, in het district Jędrzejowski. De plaats maakt deel uit van de gemeente Wodzisław en telt 1100 inwoners.

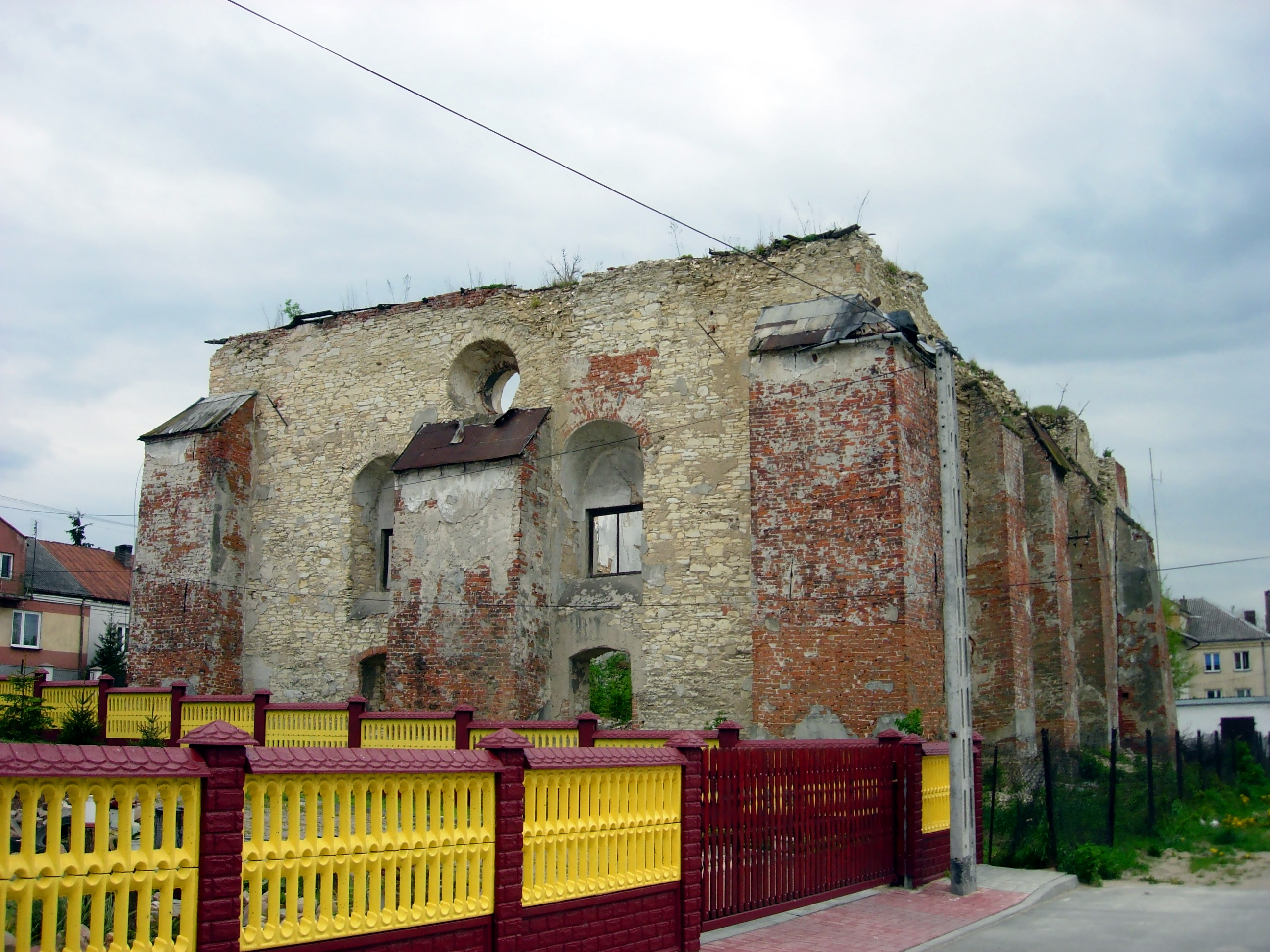
Ruiny synagogi